# 90s Kid
"90s Kid" is een nummer van de Nederlandse band DI-RECT uit 2022.

## Achtergrond
Het nummer is geschreven door bandleden Bas van Wageningen, Frans van Zoest (Spike), Jamie Westland, Paul Jan Bakker en Marcel Veenendaal in samenwerking met Guus van der Steen en Niels Zuiderhoek en geproduceerd door de band en Zuiderhoek. "90s Kid" was al enkele jaren in de maak; de eerste beats en riffs ontstonden al in de studio in 2016. Het nummer gaat over het opgroeien in de jaren 90, met verwijzingen naar die tijd als "Skipping class and be moody, Stitching patches on bluejeans, In a land of teenage dreams and cheap motels." Volgens de band leek het in die tijd alsof iedereen het gevoel had dat alles mogelijk was.
"90s Kid" bereikte de 24e plaats in de Top 40, waar het ook de band z'n dertiende Alarmschijf werd. Het nummer werd bij NPO Radio 2 de TopSong, Megahit bij NPO 3FM en 538 Favourite bij Radio 538.

## Hitnoteringen

### Nederlandse Top 40
| Hitnotering: 01-10-2022 t/m 12-11-2022 | Hitnotering: 01-10-2022 t/m 12-11-2022 | Hitnotering: 01-10-2022 t/m 12-11-2022 | Hitnotering: 01-10-2022 t/m 12-11-2022 | Hitnotering: 01-10-2022 t/m 12-11-2022 | Hitnotering: 01-10-2022 t/m 12-11-2022 | Hitnotering: 01-10-2022 t/m 12-11-2022 | Hitnotering: 01-10-2022 t/m 12-11-2022 | Hitnotering: 01-10-2022 t/m 12-11-2022 |
| Week:                                  | 1                                      | 2                                      | 3                                      | 4                                      | 5                                      | 6                                      | 7                                      |                                        |
| -------------------------------------- | -------------------------------------- | -------------------------------------- | -------------------------------------- | -------------------------------------- | -------------------------------------- | -------------------------------------- | -------------------------------------- | -------------------------------------- |
| Positie:                               | 30                                     | 24                                     | 24                                     | 24                                     | 31                                     | 35                                     | 40                                     | uit                                    |

### NPO Radio 2 Top 2000
| Nummer met noteringen in de NPO Radio 2 Top 2000 | '23  | '24  |
| ------------------------------------------------ | ---- | ---- |
| 90s Kid                                          | 1705 | 1369 |

1. ↑  Een vetgedrukt getal geeft de hoogste notering aan.
2. ↑  2023 was het eerste jaar met een notering voor dit nummer.